# I dödens labyrint
I dödens labyrint (originaltitel: The Maze Runner) är en roman från 2009 av James Dashner, utgiven på svenska 2014. Romanen ingår i en serie om fem böcker.